# アルメン・タハタジャン
アルメン・レオーノヴィチ・タハタジャン（タフタジャン、タクタジャンとも、ロシア語: Армен Леонович Тахтаджян, アルメニア語: Արմեն Թախտաջյան〈アルメン・タハタジヤン〉、1910年6月10日 - 2009年11月13日）はソビエト連邦・ロシアの植物学者。植物の進化・形態・分類、古植物学および植物相に関する業績で有名。

## 経歴
ロシア帝国エリザヴェトポリ県シュシャ郡シュシャに生まれ、ロシア連邦サンクトペテルブルクで死去した。
1932年、トビリシのソビエト亜熱帯作物研究所を卒業。エレバン国立大学、アルメニア科学アカデミー植物学研究所、レニングラード国立大学、さらにレニングラードのコマロフ植物学研究所で研究した。被子植物の進化系統を研究し、これを重視した分類体系を1940年に発表した。これは西側では1950年以降に知られるようになった。50年代末からアメリカの植物学者アーサー・クロンキストと進化系統や植物相の共同研究を行い、クロンキストの分類体系はタハタジャンらの考えから強い影響を受けている。タハタジャンの分類体系はストロビロイド説に基づき、クロンキストのそれに似ているがやや細かく分類される傾向がある。タハタジャンはまた植物相の地理分布に関する体系も発表している。ロシア科学アカデミー会員、アメリカ科学アカデミー外国人会員、ソビエト連邦植物学会会長（1973）、国際植物分類学会会長（1975）等を務めた。